# グルカゴノーマ
グルカゴノーマ（英: Glucagonoma）は膵臓のα細胞に由来する稀な腫瘍であり、グルカゴンを過剰に産生する。α細胞腫瘍は一般にグルカゴノーマ症候群を呈する。グルカゴン産生腫瘍がなく同様の症状を呈する場合は偽グルカゴノーマ症候群と称する。

## 歴史
1962年にBeckerにより報告されて以来、文献化された症例は251例に過ぎない。2千万人に1人以下と希少な為、長期生存率等は未知である。

## 症状
グルカゴノーマの主症状は、ペプチドホルモンであるグルカゴンの過剰産生に基づく同化作用（糖新生等）や異化作用（脂肪分解等）の亢進の結果起こる血糖値上昇である。糖新生では、蛋白質やアミノ酸からグルコースが創られる。脂肪分解では脂肪組織が分解される。その結果高グルカゴン血症では血中アミノ酸濃度が低下（低アミノ酸血症）し、貧血、下痢、体重減少（5〜15kg）が発現する。

以前より知られている症状は壊死性遊走性紅斑（NME）で、患者の70%に見られる。NMEでは下腹部、臀部、会陰部、鼠径部等、摩擦や圧力が加わり易い部位に紅斑性水疱が形成される。
インスリンとグルカゴンのバランスが崩れるので、糖尿病も高頻度で発生する。糖尿病はグルカゴノーマの80〜90%に見られ、インスリン抵抗性が存在すると悪化する。

## 診断
血中グルカゴン濃度が1,000pg/mL以上の場合はグルカゴノーマと考えられる。正常値は50〜200pg/mLである。
しかし、近年の研究では患者の40%で血中グルカゴン濃度が500〜1,000pg/mLであるとされる。腎不全、急性膵炎、副腎皮質機能亢進症, 肝疾患、重大なストレス、断食、家族性高グルカゴン血症で血中グルカゴン濃度が上昇するが、肝疾患を除き、これらの疾患では500pg/mLを超えることは稀である。
血液検査では低アミノ酸血症のほか、亜鉛や必須脂肪酸の濃度低下も検出され、NME発現の一因となっていると考えられている。NMEの確定診断には皮膚生体組織診断が用いられる。
全血球計算（CBC）によりヘモグロビン低値である貧血を検査できる。
腫瘍本体は、血管造影、CT、MRI、PET、超音波内視鏡検査等の画像で位置を特定することができる。グルカゴノーマの確定診断のため、組織サンプルを採取する目的で開腹術を実施する。

## 治療
グルカゴン分泌増加に対してはオクトレオチド等のソマトスタチン様物質を投与し、グルカゴン放出を抑制する。ドキソルビシンやストレプトゾシンは膵島細胞に対して選択的毒性を持つ。これらの治療は腫瘍消失を目的とするものではなく、症状の進行を抑えることを目的としている。
グルカゴノーマの唯一の治癒的治療は外科的切除であり、切除により症状が緩和する患者も居る。